# 寺門ジモン
寺門 ジモン（てらかど ジモン、1962年〈昭和37年〉11月25日 - ）は、日本のお笑いタレント、俳優、映画監督、YouTuber。お笑いトリオ・ダチョウ倶楽部の説教（ダメ出し）担当。本名、寺門 義人（てらかど よしひと）。兵庫県川西市出身。太田プロダクション所属。

## 来歴
兵庫県川西市出身。家が山の頂上付近にあったため、2歳ごろから毎日自然と戯れていた自然児で、朝起きるとクワガタなどの昆虫を捕まえていた。4歳ごろから市街地の幼稚園に電車を乗り継ぎして通園し、他の子供より精神的に自立していたため周りから変人扱いされ、幼稚園での集団生活は合わなかったとしている。
父親が都市銀行員であり、東京と大阪を頻繁に転勤していた。このため、出生地と戸籍は兵庫県であるが、家庭環境の都合で日本各地を転々としてきたことで、関西弁をほとんど話さない。室町幼稚園（池田市）、箕面市立箕面小学校、中野区立桃丘小学校、中野区立第九中学校を経て東京都立鷺宮高等学校を卒業。

その後、役者を目指しテアトル・エコー附属養成所に所属したが、将来に不安を感じお笑い芸人に転身することを決意。同期、同郷であり、コンビ「ダイナマイトボーン」を組んでいた上島竜兵と共にテアトル・エコーの先輩である渡辺正行を訪れる。渡辺から肥後克広、南部虎弾を紹介され、ダチョウ倶楽部を結成。
2014年10月、“旨い”を追求する会員制グルメサイト『食べマスター』を開設。
2025年7月、atmos presents SNEAKER BEST DRESSER AWARD 2025 特別賞を受賞。

## 人物
射手座。身長169cm、体重67kg。B107/W87/H99。生まれたとき、胸の周り・顔・足の裏・手の甲以外の全身に約10cmの原因不明の体毛が生えていたが、生後1週間で抜けた。実家が裕福であり、50歳を過ぎても母から仕送りをもらっており、母の事を「ママ」と呼んでいる。
脚が短い、顔が大きい、体を鍛えているなどの特徴が相まって今田耕司に「体のバランスがおかしい」と言われている。東野幸治など番組共演者の中には、何ものにも属さず他の追随を許さない孤高の精神に敬意を払う者も多い。
ダチョウ倶楽部で唯一の独身。アウトドア愛好家やグルメなど多趣味なうえにマニアであることから、肥後と上島はこれらの話題について行けず、プライベートで3人集まることは滅多にない。寺門のみ竜兵会の会員ではないが、草野球などのスポーツレクレーションには参加している。また、メンバーからは「絡みづらい」と言われ、酒も飲めない為、テレビ出演や志村けん達との飲み会では肥後と上島だけでいることが多かった。
多趣味が冠番組や映画原作・映画監督などの仕事に繋がっており、メンバーからは一目置かれている。有吉弘行は「事務所みんなから嫌われてるけど結構な稼ぎ頭だから」とジョークを交えつつ太田プロダクション内でも相当な稼ぎ頭である事を示唆している。
メンバー内では一番持ち芸が少ないが、実は1番面白いというのが浅草キッドの評。有吉弘行に付けられたあだ名は、「短足天狗」と言われているが、実際はダチョ・リブレの番組内でノッチが「短足天狗」と命名した。そこで有吉が命名したのは「ポリバケツ」であり、安田和博が「偽グルメ」、土田晃之が「うそつき」というあだ名を考案した。
芸名の「ジモン」は名字の音読み（「山門」に対する「寺門」）。
上島が急死した際には寺門が知人たちに訃報を伝えていた。

## 趣味

### グルメ
グルメとして知られ、『取材拒否の店』、『寺門ジモンの常連めし〜奇跡の裏メニュー〜』、『ダチョ・リブレ』、『寺門ジモンの肉専門チャンネル』など、自らがMCをつとめる番組にて自身が常連として通っている飲食店を紹介している。
アンジャッシュの渡部建によれば、「間違いなく芸能界では一番、美味いものを食べている人」だという。渡部も当初は「ジモンさんがいくらグルメだといっても肉くらいで、他はたいしたことないだろう」と思っていたところ、渡部がイタリアンでもフレンチでも寿司であっても、いかなる料理の名店に足を運んでも、「必ずジモンさんが既に通って」おり「どのルートから名店を辿っていっても必ずジモンさんにぶつかる」と言い、そして「俺がいくときとジモンさんがいくときでは（裏メニュー等のせいか）出るものが違う」とのことで、寺門の凄さに気づいたという。名店と呼ばれるようなグルメの世界で、寺門に面識のない人物を探すことは極めて困難であるとし、食に関しては尊敬すると述べている。
都内の百貨店の催事場にて、グルメイベントの監修もしている。2012年3月に渋谷東急百貨店にて「寺門ジモン厳選! 夢のウマすぎグルメ祭り!」が、2013年3月には新宿京王百貨店にて「寺門ジモンのフードパーク マジ!ウマすぎ!!夢の特選グルメ大集合」が開催され、2014年6月は西池袋の東武百貨店にて「寺門ジモン厳選! 極上!! グルメ祭り」と題して実施された。
「食べ物に関しては嘘をつけない」としており、グルメ番組の生放送中、京都の和菓子屋でよもぎの団子を食べたところ、メンバーが止めたにもかかわらず「嘘だ。これはよもぎの葉を使っていない」と見抜き、そのままカメラを連れて調理場に入り、よもぎの粉を探し当てたことがある。
美味しい菓子を食べると、箱に書いてある住所を頼りに工場を直接訪ねて作り方を聞いたり、マグロを知るために漁船に乗ったり、稲作を研究するために中国・雲南省へ行ったことがある。毎年11月は白トリュフを食するために3週間イタリアに滞在する。その間、ダチョウ倶楽部3人での活動は出来ず、山田邦子に「あんた商売、一体何なの?」と言われたことがある。メンバーの肥後と上島は寺門の趣味であるので致し方ないとイタリア滞在を認めている。
米にもこだわりがあり、オオクワガタ採集などで新潟県や東北地方の山村に行くと棚田を観察し、美味しそうな米を生産している田んぼだとわかると、その生産者を出待ちして米を売ってくれるよう交渉することもある。棚田は山間部にあるため昼夜での寒暖差が激しく、平地で生産される米よりも美味しくなると言われる。その際に、まだ実っていないお米の味を判別するために稲穂の様子を観察し、日光や水路の位置を確認するだけではなく、土を実際に舐めてみるのだという。そうして選んだ米は、偶然にも自身が通っている名店の料亭でも使っていたものであり、とある品評会でもトップを取った米であった。また、寿司に精通しており、小学生の時からお年玉を貯めて銀座の名店に通っていた。
食通として知られることから、職人・シェフの方が意識してプレッシャーを感じていることがあり、寿司職人が寿司を出す時に手がブルブル震えていたりするという。

### 肉
焼肉に強いこだわりを持ち、「牛肉の話で俺より詳しい人に逢ったことがない!」「4〜5歳の雌牛、なおかつ処女の肉が最高なんだ!」等と語っている。ダウンタウンDXでは、焼肉だけで年に150万円使っており、焼肉屋のはしごや美味しい店であれば日本全国どこにでも出かけると語ったことがある。たけしの等々力ベースでも、ビートたけしに焼肉やホルモンを振る舞っており、たけしも芸能界一の肉通として認めている。肉に関しては、牛肉・豚肉・鶏肉だけではなく、馬肉・猪肉・鹿肉などのジビエにも詳しい。中でも、家畜用飼料を与えられていない野生動物の肉が美味いのだという。肉好きの原点になったのは、幼少期から松阪市へ墓参りに訪れた時に食べていた和田金のすき焼きであったと人生最高レストラン（TBSテレビ）で語っている。
肉好きが高じて、肉のセリに参加できる家畜商の資格を取得し、松阪肉牛共進会にも参加している。2011年11月、松阪牛のセリにおいて雌牛1頭を195万円で落札した。さらに、老舗時計バンドメーカーのバンビと提携し、松阪牛の牛皮を使った革製品のプロデュースも行っており、SATOLIブランドとして展開している。ブランドの立ち上げから参加し、それまで皮革製品として使われることのなかった松阪牛の製品化に貢献。松阪牛は、飽和脂肪酸に対する不飽和脂肪酸の比率が輸入牛や国産牛肉用のその他の品種に比べて高いため、皮革部分にも良質な油脂が含まれており、独特の艶が楽しめるという。これにいち早く目をつけた。
とある政治家と食事した際、「寺門さん、日本の食肉を世界に広めるためにはどうしたらいいですか？」と聞かれると、農林水産行政の問題点を的確に指摘し、どうすれば農家や肉屋、焼肉店が助かるか、発展していけるかという話まで踏み込んで答えた所、後日その政治家が所属する政党から「寺門さん、政治家になって農林水産大臣になっていただけませんか」と勧誘されたが、政治家になる気は全く無かったため丁重に断った。
有名人も通う行列の出来る名店とされる足立区鹿浜の焼肉スタミナ苑には20年以上も通う常連であるが、いまでも開店2時間前から一般客に混じって並び、常連の芸能人だからといって特別に席を用意してもらうようなことは一切していないという。ただし、常連向けの裏メニューがあり、それを出してもらうために『肉の予約』は行っているという。
肉に強いこだわりを持っていることが広く知れ渡ってしまったため店主に入店を拒否される場合もある。かつて広島で焼肉屋に入ろうとした所、扉をガンと閉められたため理由を聞いた所、「あなたに出す肉はない」と店主に言われたという。
また、店舗へ訪れるだけではなくお取り寄せを活用することによって、自宅でも肉を楽しんでいる。
監督を初めて務めた映画作品『フード・ラック!食運』（2020年11月20日公開）は、焼肉をテーマにしている。

### グッズマニア
1990年代から、ナイキのエアマックス、カシオのG-SHOCK等、多種多様な物を収集する「コレクター」「グッズマニア」として知られる様になった。物に対するこだわりや豊富な知識、情報収集に掛ける情熱は趣味の範疇を逸脱しており、その道の専門家と独自に交流していることからセミプロの域に達していると言える。ただし、一旦スイッチが入るとその豊富な知識を滔々と語りはじめる癖があり、興味の無い相手を辟易させることも少なくない。
芸能界では所ジョージと並ぶスニーカー通として有名。スニーカーセレクトショップ「アトモス（atmos）」の創業者である本明秀文とは彼がスニーカーを扱う前から旧知の存在である。1995年、「エアマックス95」が発売され大ブームが起きたが、「エアマックス狩り」と呼ばれた少年による恐喝や、大量にニセモノが出回るなど騒動となった際には、エアマックスの目利きとしても活躍していた。『深夜水族館』など深夜の通販番組などでもコレクターマニアっぷりを披露している。下着はブリーフ派。

### オオクワガタ
オオクワガタの採集・飼育も非常に好き。クワガタ業界では有名人となっており、様々なクワガタ雑誌で数多くの記事を書いている。一番多いのは採集記。自称、オオクワガタブームの先駆者。年に数回ドルクスハンターと呼ばれるプロ集団や兄と共にオオクワガタ採集に出かけている。冬季に入山し、夏に採集する際のルートを決めるとのこと。また、必要以上に濫獲したり樹木を破壊したりといったモラルのない採集は絶対にしない。
兄は薬学の研究員で、兄弟でオオクワガタの幼虫のエサとなる菌糸ビンの作成を計画している。クワガタを飼育する為だけの専用マンションを持っている。大塚で住んでいる時にクワガタが原因で近隣からの苦情により引っ越ししている。クワガタが大きな鳴き声を出すわけではないが（そもそもクワガタを含めた甲虫類は耳に相当する器官がないので仲間を呼ぶ音も出せない）、数千匹もあつまると尋常でない物音が発生するのだという。
同じくオオクワガタ好きの岡村隆史からは師匠と呼ばれている。

### その他
糸に関心を持ち、製糸工場の工場長と1週間語り合い、林業の雇用促進の仕事に関わる等寺門のこだわりは広がりを見せている。絹にも関心があり、ザ・フラットヘッドの小林昌良社長とともに、信州産の生糸振興にも関わっている。
格闘技にも精通しており、中でもモハメド・アリをこよなく愛している。ウィル・スミスがアリを演じた伝記映画『Ali』では「日本でこの映画を撮ったならば、アリ役をやるのは俺しかいない」と発言している。
大のウエスタン好きであり、専門雑誌『コンバットマガジン』でコラムを掲載していた。ウェスタンアームズの国本圭一（全日本早撃ちチャンピオン）を師として仰ぎ、尊敬して国本の自宅にも度々訪問している（応接間に飾られていた跳ね馬の置き物を見て、『馬が豪邸を跳ね回っている』と噂と尾ヒレを広め、友人を苦笑させた）。学生の頃からの同社のショップの常連であり、国本もジモンを弟子として認めている。国本のMOOK本『（マグナブローバックマガジン (ホビージャパンMOOK 316) 大型本 – 2009/10/31　ISBN-10 : 4894259524　ISBN-13 : 978-4894259522　出版社 : ホビージャパン (2009/10/31)』への取材も打診されたが、事務所から『通販番組のイメージを損ねる』として打診を断った経緯がある。モデルガンのピースメーカーを使った抜き打ちにも精通、アクロバティックなテクニックを習得しており、各地で開催されるウエスタンスタイルの早撃ちコンテストの常連でもある。それゆえ、マニアックな物真似で知られるくじらと『草野☆キッド』（2006年9月12日放送分、「草野人生相談王決定戦!」）で共演し、「早撃ち名人メドレー」のマーク渡辺のモノマネを披露したくじらを「デタラメ」と一刀両断にして、マーク渡辺の早撃ちの特徴について専門的かつ詳細な解説を始め、くじら本人のみならず出演者の誰も寺門の解説を理解できず周囲を困惑させた。フジテレビ主催の新年物真似スペシャルで、安達祐実と日光ウェスタン村で『遠いストーリー（トイ・ストーリーのパロディ）』において共演した事もある。
アメカジにも詳しく、国内の主要ブランドであるフェローズ、ザ・フラットヘッド、トイズマッコイ等との交流も深い。ジーンズもマニアであり、良く色落ちさせるため、土に埋めたこともあった。その際には、長く埋めすぎてしまい、雑菌が入ったために糸が切れてしまって破れてしまったという。また、ザ・フラットヘッドが主催するイベントSUPER WEEKENDにおいて毎年メインMCを務めている。

## エピソード

### ネイチャージモン
やりすぎコージーで東野幸治に名付けられたネイチャージモンとして活動する事も多い。これは、彼の趣味である肉体鍛錬、自然探訪、知的探求が独特の形で結実し、結果として「自然と同化した芸人・寺門ジモン」を誕生せしめたことによるものである。偏執的なほどのサバイバルに対する造詣や、説得力ある独自のセオリーなどで人気を博した。浅草キッドの水道橋博士のコラム執筆により認知された面も大きい。
- 山ごもりは1年に6度も行っている。「山ではヒクソンに勝てる。自然の掟をわかっている。そこに到達できたのは、大山倍達、宮本武蔵と自分だけだ」「（山でならば）ミルコ・クロコップを倒せる」と語る。また山篭りをする際は、軍事用懐中電灯を携帯している。これは接近戦では強い光で目をくらませることで、相手を動けなくすることができるというシロモノ。
- 「完全に山と同化した時は、10km先の相手が自分の悪口を言ったことがわかる」
- 「山には車よりでかい鹿がいる」
- 「山は歩くんじゃない。泳ぐんだよ」
- 「横隔膜を鍛え抜けば最強になれる」これは山はデコボコのために脳を使いながら歩くため、脳と生物としての本能が活性化するからで、この活性化した状態と自慢の横隔膜で、クマを4度撃退したことがあると語っていた。
- 「人間は一週間、山にいると蚊に刺されなくなる、蚊に刺されないニオイみたいなのが出てくる」
- ペンギン・白熊など動物と想像上で戦うために、上野動物園で自分の期末テストをしている。
- 内容は、対戦する動物を選んで檻の前に立ち、横隔膜を使い動物を威嚇する。そして目を閉じて想像上で格闘する。
- ペンギンと対戦して目をえぐられたらしい。ペンギンは「早い、柔らかい」（本人談）
- 白熊と対戦したが、一発でやられたらしい。「白熊は動物じゃない! あれは怪獣!」（本人談）
- 他にも自分自身を鍛えるため、雨に打たれ体温だけで服を乾かす練習や、6時間動かず雪に当たる、わざと熱中症にかかるなど、独特のトレーニングを行う。
- 自分はいついかなる時も戦闘を想定して行動しており、テレビ局のスタジオでも他の芸人達より常に半歩下がって背中を見せず、椅子には立ち上がり易いように浅く腰掛ける。
- 見知らぬ建物等にテレビ出演等で進入した際には、必ず緊急時の脱出を想定し最初に非常口の位置を確認しておく。
- 暗闇でも辿り着けるように立ち位置から非常口までの歩数と経路を把握し、窓の硬度を殴って割れる強度か等も念入りに調べる。
- 防災・護身については枚挙に暇がない。
  - 心臓を保護するために22口径の拳銃で撃たれても貫通しない厚さの英和辞典を入れたバッグを左胸にあてている
  - 世界最小放射能探知機を常に携帯している
  - 地震等で閉じ込められた時に備えてドライ納豆を携帯している
  - 食事中に襲われた時に備えて武器にもなる箸を使う

### スポーツマンNo.1決定戦
- 最強の男は誰だ!壮絶筋肉バトル!!スポーツマンNo.1決定戦の第2回芸能人サバイバルバトルに初参戦。QUICK MUSCLE（3分間腕立て伏せ）では常に高記録を連発し「腕立ての鬼」と称されるも、ケイン・コスギ、池谷直樹ら強豪に阻まれて毎回種目別No.1を逃している。
- 第3回は113回の記録を打ち立て、最終組で芸能人新記録の130回をマークしたケインに次いで種目別2位。
- 第4回はケインが持つ芸能人記録の130回に並ぶも、最終組のケインが131回で僅か1回及ばず2位。
- 第5回は遂にケインに勝利しながら、今度は初出場の池谷に阻まれ、またも2位[注 3]。
- 第6回はケイン(152回)、池谷(134回)に次ぐ記録126回で3位。
- 最後の出場となった第7回は当時の芸能人歴代3位となる146回の記録を作るも、ケインが芸能人新記録の177回を樹立しNo.1獲得はならず、通算4度目の種目別2位となった。
- 一方で、MONSTER BOXは成功経験なしと得意種目と苦手種目の差が激しい選手でもあり、総合0pか10pで背水の陣でQUICK MUSCLEを迎えることもしばしばあった。

芸能人サバイバルバトル
| 大会      | 放送日               | 総合順位 |
| --------- | -------------------- | -------- |
| 第2回大会 | 1997年4月2日         | 6位      |
| 第3回大会 | 1998年4月1日         | 8位      |
| 第4回大会 | 1998年10月2日        | 10位     |
| 第5回大会 | 1999年3月26日        | 11位     |
| 第6回大会 | 2000年3月24日        | 10位     |
| 第7回大会 | 2000年10月10日・14日 | 10位     |

### ものまねレパートリー
※公式プロフィールより
- 阿藤快
- アントニオ猪木
- あのねのね
- 梅宮アンナ
- ウルトラマンレオ
- 大谷亮平
- 大村崑
- 織田無道
- 角野卓造
- 加納典明
- 小泉純一郎
- 小池聰行
- 近藤房之助
- 榊莫山
- 坂崎幸之助
- SAM
- 笑福亭笑瓶
- 志村けん
- 清水アキラ
- 白川由美
- 田中眞紀子
- 筑紫哲也
- 露木茂
- デーブ・スペクター
- 徳井優
- 中島誠之助
- 浜口京子
- 林家木久扇
- 林家ペー
- 般若の面
- 原田大二郎
- 久本雅美
- 左卜全
- 布川敏和
- 松井秀喜
- 三浦大輔
- 三浦洋一
- Mr.マリック
- ムッシュ吉崎
- 室伏広治
- リューク
- ロイ
- 安岡力也
- 柳沢慎吾
- 吉田沙保里他

### その他
- ダチョウ倶楽部としてテレビ番組に出演した場合、肥後克広と上島竜兵の陰に隠れあまり目立たない存在だが、『徹子の部屋』（2005年11月15日放送）に12年ぶりに出演した際、黒柳徹子に一番気に入られた。3人が順番に持ち芸を披露し、寺門は数少ない持ち芸のひとつ「般若の面」を披露。メンバーの肥後と上島は久米宏や西田敏行の物真似を披露したが、当人をよく知る黒柳はあまり関心を示さず、寺門の「般若の面」を絶賛。カメラマンにアップの映像や様々な角度から寺門を写すよう指示した。同番組は収録番組だが基本的に編集を行わない生放送スタイルのため、この模様がそのまま放送された。寺門は黒柳のリクエストに応え、計6度「般若の面」を繰り返して披露した。
- 1996年10月5日放送の「オールスター感謝祭'96超豪華!クイズ決定版この秋お待たせ特大号」で、第10ピリオドでチャンピオンになり、賞金50万円を獲得した。
- 2006年9月11日放送の『クイズプレゼンバラエティー Qさま!!』で、「10m高飛び込み」にメンバーと挑戦した時は、上島が飛び込んだ直後に怖がる所を一切見せずに飛び込んだ。
- 土田晃之は「未だに『俺は本気を出せばミルコ・クロコップに勝てる!』と言ってる残念な人」と語っている。
- 一人で食肉会社のCMにでる、など肉への想いは人一倍だが、その思いが強すぎて、有吉弘行と高級国産牛のグルメリポートをした際に食べた後有吉がボケで「やっぱオージービーフは旨いですね〜」と言った瞬間にマジ切れ、カメラを止めた。
- 有吉は『人志松本の○○な話』の『ゆるせない話』で「うっとうしい!」と吐露し、「あの人、力ある人には弱いから、一回松本さんかジュニアさん辺りの力持ってる人がガツンと言ってくれませんか!?」と懇願した。
- 前述のように酒が飲めず竜兵会の会員ではない。ごく稀に飲み会に参加することもあるが、夜9時など早い時間に「犬の散歩がある」「トレーニングが残ってる」などと言いひとりで帰ってしまう。しかし、雰囲気が合わなかったのか周囲が心配した為肥後や上島が確認したところ、「楽しかった」と語った。以上のことから、普段飲み会に参加しないのは、苦手だからというより優先順位が低い為のようである。但し、草野球などのスポーツ対決には竜兵会の一員として出場する事もある。
- 肥後や上島と違ってなかなかエピソードが披露されないのも上記のことが関係しており、さらには芸人なのに自身のおもしろエピソードを話されると本気で怒るため2011年12月1日放送の『アメトーーク!』で披露されるまでなかなか機会がなかった。その中で人気番組が好きなことが判明しアメトーークに出演ということで張りきっていたことが明かされた。
- 渡部建との番組(ジモン・渡部のこれが絶景肉料理だ！ - フジテレビ 2017.3)や取材拒否の店の収録の中で現在、付き合っている恋人がタイ人であることが判明した。
- ペナルティのヒデが通販番組のオファーを受けた際、受けるか断るか迷った時に相談したのが同じく通販番組に出演しているジモンだった。ジモンは「ヒデ、お前、断ろうと思ってないか？だとしたら、それは大間違いだよ。メチャクチャ面白いし、奥が深い。これからお前が歳を取った時に見てくださるであろう方々がお客さんの年齢層でもあるし、ここから絶対にプラスになるから。だから、ありがたくお受けして、お前なりに楽しめばいいんだよ。オレはそう思うよ」と背中を押した[18]。
- 腕立て伏せにこだわりを持っており、田舎に泊まろう!に出演した際には自作のカウンター(腕立て伏せの回数を計測する機械)を常に持ち歩き、自宅以外でも毎日必ずトレーニングを行なっていることを語っている。
- 上記のエピソードからわかるように肉を1日に大量に食べるロケを行っており健康に気を使い青汁を飲んでいた。しかし、3L近く飲んでいたこともあり尿管結石を生じてしまったと有吉のサンデーナイトドリマーにて語っている。
- 若い頃容姿端麗でモテており、自宅を特定した女性ファンが玄関でメロンを持って遊びに来たり、番組で共演していたレースクイーンなどに手を出していて「当時はそういうの分からなかった」と懐かしんでいた。

## 出演

### テレビ番組（冠番組）
- 寺門ジモンの食バカ一代（2008年4月 - 6月、MONDO21）
- 寺門ジモンの取材拒否の店（2009年4月 - 2010年9月、2014年以降は不定期特番、フジテレビ）
- 寺門ジモンの常連めし〜奇跡の裏メニュー〜（2012年9月 - 2014年1月、フジテレビONE）
- 開店!鉄板ジモン 天下無敵グルメ大盤振る舞い!!（2013年1月12日、テレビ東京）[19]
- 寺門ジモンの絶対に食べて欲しいガツ飯（BeeTV）
- 寺門ジモンの肉専門チャンネル（2014年5月24日 - 、フジテレビONE）

### テレビ番組（その他）
- 忍たまがやってくる（2001年7月20日 - 2004年3月20日、NHK教育テレビ） - ドクタケ忍者隊 ジモン
- 最強の男は誰だ!壮絶筋肉バトル!!スポーツマンNo.1決定戦 芸能人サバイバルバトル（TBSテレビ）
- 草野☆キッド（テレビ朝日）
- やりすぎコージー・土曜婦人
- なるトモ
- マーメイドコレクション（テレビ朝日）
- かんさい特集「山の声を聞け〜林業再生にかける80歳〜」（2009年2月6日、NHK大阪）
- ちい散歩金曜日版（テレビ朝日）
- セレクションX（テレビ朝日）
- ドライブ A GO!GO!（テレビ東京）
- 東野岡村の旅猿 プライベートでごめんなさい…「新潟から福島・オオクワガタを捕ろうの旅」（2017年8月16日・23日・30日、日本テレビ）

### テレビドラマ
- 季節はずれの海岸物語（1988年 -1989年、フジテレビ）
- 遠山金志郎美容室（1994年、日本テレビ）
- 大河ドラマ 徳川慶喜（1998年、NHK） - 義経
- 早乙女千春の添乗報告書（2002年4月1日、TBS） - 寺原 役
- 奥さまは魔女第7回「魔女がバレた!」（2004年2月27日） - 田口 役 奥さまは魔女 Bewitched in Tokyo
- スカイハイ2（2004年、テレビ朝日）
- 松本清張特別企画・殺意（2004年10月11日、TBS） - 青木義孝 役
- ほんとにあった怖い話 第2シーズン #15「霊を招く波長」（2005年2月28日、フジテレビ） - 寺門ジモン（本人） 役
- 八丁堀の七人 第6シリーズ 第9話「悲しき夫婦愛!居酒屋占拠事件」（2005年3月14日、テレビ朝日）
- 契約結婚（2005年7月4日 - 9月30日、フジテレビ） - 稲垣次雄 役
- 湯けむりドクター華岡万里子の温泉事件簿（2005年 - 、テレビ東京）
- 警察署長・たそがれ正治郎（2006年、テレビ東京）
- 水戸黄門 第37部 第16話「美人妻と武士の一分 -遠野-」（2007年、TBS） - 貫井平九郎 役
- 日本テレビ開局55年記念番組「東京大空襲」（2008年3月、日本テレビ）
- キャットストリート（第3 - 4回 2008年9月、NHK）
- 警視庁・捜査一課長 Season5 第9話（2021年6月10日、テレビ朝日） - 錦野勝 役
- やんごとなき一族（2022年4月21日 - 6月30日、フジテレビ） - 肉屋の源さん 役
- ミス・ターゲット 第1話（2024年4月21日、朝日放送・テレビ朝日） - 肉山 役[20]
- 青島くんはいじわる（2024年7月6日 - 9月14日、テレビ朝日） - 居酒屋の大将 役[21]

### 映画
- 黄泉がえり（2003年1月18日公開、東宝） - 梶原 役
- 好きっていいなよ。（2014年7月12日公開） - 雑誌編集長 役

## 作品

### 映画
- フード・ラック!食運（2020年11月20日、松竹） - 原作・監督

### 漫画原作
- ネイチャージモン 全9巻（講談社 月刊ヤングマガジン） - 作画：刃森尊

### 著書
- 寺門ジモンのこれを食わずに死ねるか!!（2006年）ISBN 4777906388
- 寺門ジモン えっ、これを食わずに生きてたの?（2007年 エイ出版） ISBN 477790895X
- 世界偉人伝 ネイチャージモン（2007年、白夜書房）ISBN 4861913047
- 寺門ジモン 降臨! 肉の神様（自称） 疑う前に食べなさい（2008年 エイ出版） ISBN 4777911985
- 別冊Lightning 73 ジモンの肉本（エイムック 1861 別冊Lightning vol. 73 2009年 エイ出版） ISBN 477791514X
- 寺門ジモンの「取材拒否の店」（2010年 扶桑社） ISBN 459406244X
- 寺門ジモンの続・取材拒否の店（2010年 扶桑社） ISBN 4594063357
- 別冊ライトニング 95 ジモンの鍋本（エイムック 2080 別冊Lightning vol. 95 2010年 エイ出版） ISBN 4777917894
- 常連めし! 奇跡の裏メニュー（2014年 太田出版） ISBN 4778313984

### デジタルシングル
- ナイスネイチャー（エイベックス、2009年1月）

歌：ネイチャージモン（寺門ジモン）、作詞：寺門ジモン、作曲：古坂大魔王・寺門ジモン